# فرخنده سنگ‌چشم‌نما
فرخنده سنگ‌چشم‌نما (نام علمی: Neothraupis fasciata)، که همچنین به عنوان فرخنده نوارسفید شناخته می‌شود، یک پرنده آمریکای جنوبی از تیرهٔ فرخندگان (Thraupidae و تنها عضو از سردهٔ Neothraupis است.